# August Adolph von Berlepsch

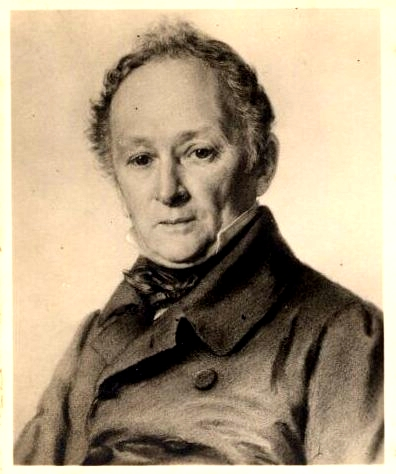
Gottlob Franz August Adolph Freiherr von Berlepsch

Gottlob Franz August Adolph Freiherr von Berlepsch (* 27. November 1790 in Seebach; † 4. Oktober 1867 in Dresden) war ein deutscher Forstmann. Als Oberlandforstmeister führte er die sächsischen Staatsforste zu wirtschaftlicher Blüte.

## Herkunft
Seine Eltern waren der Freiherr August Gottlieb von Berlepsch (1763–1831) und dessen Ehefrau Eleonore Charlotte Juliane von Winzigerode (1768–1810). Seine Eltern ließen sich 1806 scheiden.

## Leben
Er wurde am 27. November 1790 auf dem Klostergut in Seebach geboren, wo er auch seine ersten fünf Lebensjahre verbrachte. Nach drei Jahren bei seiner Großmutter in Mihla erhielt er bis zum 13. Lebensjahr zusammen mit seinem Bruder Ludwig eine private Ausbildung beim Seebacher Pastor. Von 1805 bis 1808 besuchte er die Schule in Mühlhausen, um vornehmlich seine Mathematikkenntnisse zu erweitern. Bei der Schlacht bei Jena und Auerstedt im Jahr 1806 gerieten seine beiden älteren Brüder Gottlieb und Ludwig in französische Gefangenschaft, wurden jedoch bald wieder entlassen, als sie ihr Ehrenwort gaben, nie wieder gegen Frankreich zu kämpfen. So übernahm Ludwig von Berlepsch das väterliche Gut in Seebach, das eigentlich seinem Bruder August zugedacht gewesen war. Dieser kam stattdessen von 1808 bis 1809 als Schüler an die private Forstlehranstalt Heinrich Cottas in Zillbach.
Als Cotta 1811 als Forstrat nach Tharandt berufen wurde, um in Sachsen die Direktion über die Vermessung und Einrichtung der dortigen Staatswaldungen zu übernehmen, folgte ihm von Berlepsch und wurde 1812 auf Vorschlag Cottas in die Oberforstmeisterei Pretzsch berufen, um diese nach Cottas System einzurichten. In der Region erlebte er mehrere Schlachten hautnah mit, darunter auch die Völkerschlacht bei Leipzig. Nachdem er am 19. Oktober 1813 auf dem Schlachtfeld gestanden hatte, meldete er sich noch im gleichen Jahr bei einem sächsischen Freikorps in Dresden und rückte als Leutnant bis nach Mainz vor, das sich jedoch beim Friedensschluss von Paris ergab.
Zurück in der Heimat erhielt er die Stelle des Vizedirektors der 1811 nach Tharandt verlegten Forstvermessungsanstalt übertragen, wurde 1819 Forstmeister und 1820 Referent für Forst- und Floßsachen im geheimen Finanzkollegium. Als der König ihn 1821 zum Finanzrat ernannte, gab er ihm mit auf den Weg, dass er „auf den gehörigen Betrieb und Fortgang des Vermessungs- und Taxationsgeschäftes seine besondere Aufmerksamkeit zu richten und um sich davon sowie überhaupt von dem Zustande und der Bewirtschaftung unserer Waldungen an Ort und Stelle zu überzeugen, in jedem Jahre […] einige Forsten zu revidieren“ habe. Es war Cotta gewesen, der diese Revisionen als Form der Betriebskontrolle angeregt hatte.
Auch beruflich hatte von Berlepsch viel Erfolg. 1854 wurde er königlich-sächsischer Oberlandforstmeister mit dem Rang eines Geheimen Rates, bis er 1860 in den Ruhestand ging. Unter seiner Leitung blühte das sächsische Forstwesen auf und die Rentabilität der Staatsforste stieg zu einer bedeutenden Höhe – ein bleibender Verdienst von Berlepschs, der sich damit in der Forstwelt einen bekannten Namen machte. Auch seinem früheren Lehrmeister Cotta blieb er weiter treu verbunden. Vornehmlich von Berlepschs Einsatz war es zuzuschreiben, dass die Forstakademie Tharandt 1830 zur „Akademie für Forst- und Landwirte“ erweitert wurde. Als deren Direktor Cotta 1844 starb, hielt von Berlepsch als sein ältester Schüler die Grabrede. Übergangsweise übernahm er zudem im Frühjahr 1845 die Direktion der Akademie, bis im Oktober 1845 dann Oberforstrat Carl Heinrich Edmund von Berg dieses Amt antrat. Auch bei der Feier aus Anlass von Cottas 100. Geburtstag im Jahr 1863 hielt von Berlepsch die Festansprache.
Daneben kam er im Lauf der Jahre auch privat zu recht beträchtlichen Besitzungen. Als sein Bruder Ludwig 1837 starb, wurde sein Erbe unter den überlebenden Brüdern aufgeteilt. Gottlieb von Berlepsch trat seinen Anteil dabei gegen eine Rente an August Adolph ab, wodurch dieser in das Eigentum des Klostergutes Seebach kam. 1857 kaufte er noch das Rittergut Hambach dazu, so dass die Familie wieder zur Hessischen Ritterschaft gehörte, und erlangte weitere Besitzungen. 1863 verpachtete er das Klostergut Seebach an seinen Sohn Richard.
August Adolph von Berlepsch starb am 4. Oktober 1867 im Alter von 77 Jahren in Dresden, wo er auch begraben liegt. Er war Mitglied der Naturforschenden Gesellschaft Isis zu Dresden.

## Familie
Am 13. Mai 1821 heiratete August Adolph Freiherr von Berlepsch die gerade erst 17-jährige Gräfin Adolfine Auguste von der Schulenburg-Lieberose (* 1. Mai 1803 in Tucheim; † 9. Januar 1878 in Dresden), die er auf einer Pirschfahrt kennengelernt hatte. Die beiden führten eine glückliche Ehe, die mit 13 Kindern gesegnet war. Sein ältester Sohn war der sächsische Jurist und Kirchenpolitiker Dietrich Otto von Berlepsch, der jüngste Sohn Hans Hermann Freiherr von Berlepsch wurde preußischer Staatsminister für Handel und Gewerbe. Adolph von Berlepsch fiel 1870 in der Schlacht von Sedan.